# West University Place
West University Place è un centro abitato degli Stati Uniti d'America situato nella contea di Harris dello Stato del Texas.
La popolazione era di 14.787 persone al censimento del 2010. Fa parte dell'area metropolitana di Houston–The Woodlands–Sugar Land. È soprannominata "The Neighborhood City" ed è principalmente una comunità residenziale per le famiglie di classi agiate. Quasi tutti i nomi delle strade di West University Place sono afferenti a nomi di università, college e poeti degli Stati Uniti e del mondo.

## Geografia fisica
West University Place è situata a 29°42′57″N 95°25′59″W (29.715929, −95.432992).
West University Place confina con le città di Bellaire, Houston, e Southside Place.
Secondo lo United States Census Bureau, ha un'area totale di 2,0 miglia quadrate (5,2 km²).

## Società

### Evoluzione demografica
Secondo il censimento del 2000, c'erano 14.211 persone, 5.286 nuclei familiari e 4.059 famiglie residenti nella città. La densità di popolazione era di 7.068,6 persone per miglio quadrato (2.729,8/km²). C'erano 5.543 unità abitative a una densità media di 2.757,1 per miglio quadrato (1.064,8/km²). La composizione etnica della città era formata dal 92,37% di bianchi, lo 0,50% di afroamericani, lo 0,07% di nativi americani, il 4,74% di asiatici, lo 0,02% di isolani del Pacifico, lo 0,90% di altre razze, e l'1,41% di due o più etnie. Ispanici o latinos di qualunque razza erano il 4,72% della popolazione.
C'erano 5.286 nuclei familiari di cui il 43,0% aveva figli di età inferiore ai 18 anni, il 69,0% aveva coppie sposate conviventi, il 6,0% aveva un capofamiglia femmina senza marito, e il 23,2% erano non-famiglie. Il 19,4% di tutti i nuclei familiari erano individuali e il 6,6% aveva componenti con un'età di 65 anni o più che vivevano da soli. Il numero di componenti medio di un nucleo familiare era di 2,69 e quello di una famiglia era di 3,11.
La popolazione era composta dal 29,8% di persone sotto i 18 anni, il 2,9% di persone dai 18 ai 24 anni, il 29,8% di persone dai 25 ai 44 anni, il 29,9% di persone dai 45 ai 64 anni, e il 7,6% di persone di 65 anni o più. L'età media era di 39 anni. Per ogni 100 femmine c'erano 95,3 maschi. Per ogni 100 femmine dai 18 anni in giù, c'erano 90,5 maschi.
Il reddito medio di un nucleo familiare era di 130.721 dollari e quello di una famiglia era di 157.312 dollari. I maschi avevano un reddito medio di 100.000 dollari contro i 65.739 dollari delle femmine. Il reddito pro capite era di 69.674 dollari. Circa lo 0,9% delle famiglie e l'1,7% della popolazione erano sotto la soglia di povertà, incluso l'1,2% di persone sotto i 18 anni e il 2,0% di persone di 65 anni o più.